# ビビ (ラジオパーソナリティ)
ビビ（1984年4月16日 - ）は新潟県出身・在住のラジオパーソナリティ・モデル・ナレーター・ローカルタレント。

## 人物・活動
- 趣味はコスプレ、同人、冬季は大好きなスノーボードに没頭の日々を送る。
- 座右の銘は「生涯青春」、「命短し、恋せよ乙女」。
- 好物のヒトツは トッポッキと公開している。
- イベント・CMのナレーターやリポーター・モデル活動を行っている。

## 過去の出演番組
- Gottcha!!（エフエムラジオ新潟）毎週月曜日～木曜日13:30～14:50　生放送
  - 月曜日放送のコーナー「園児対抗歌合戦」では、「リポーター」として担当。
  - 水曜日放送のコーナー「DNA活性化計画」でのガチンコダイエット企画に参戦し、3ヶ月間のチャレンジでスタート時の公言通りのダイエットに成功した。
- 2009.2.8に新潟のスノーボードイベント　｢SNOW　JAM｣でアシスタントMC出演。
- 2009.4.11に[NST新潟総合テレビ｢にいがたおでかけマップ｣リポーター出演。
- 2009.8.22にNST新潟総合テレビ｢越後加茂川夏祭り｣のリポーター出演。